# Розп'яття Христове

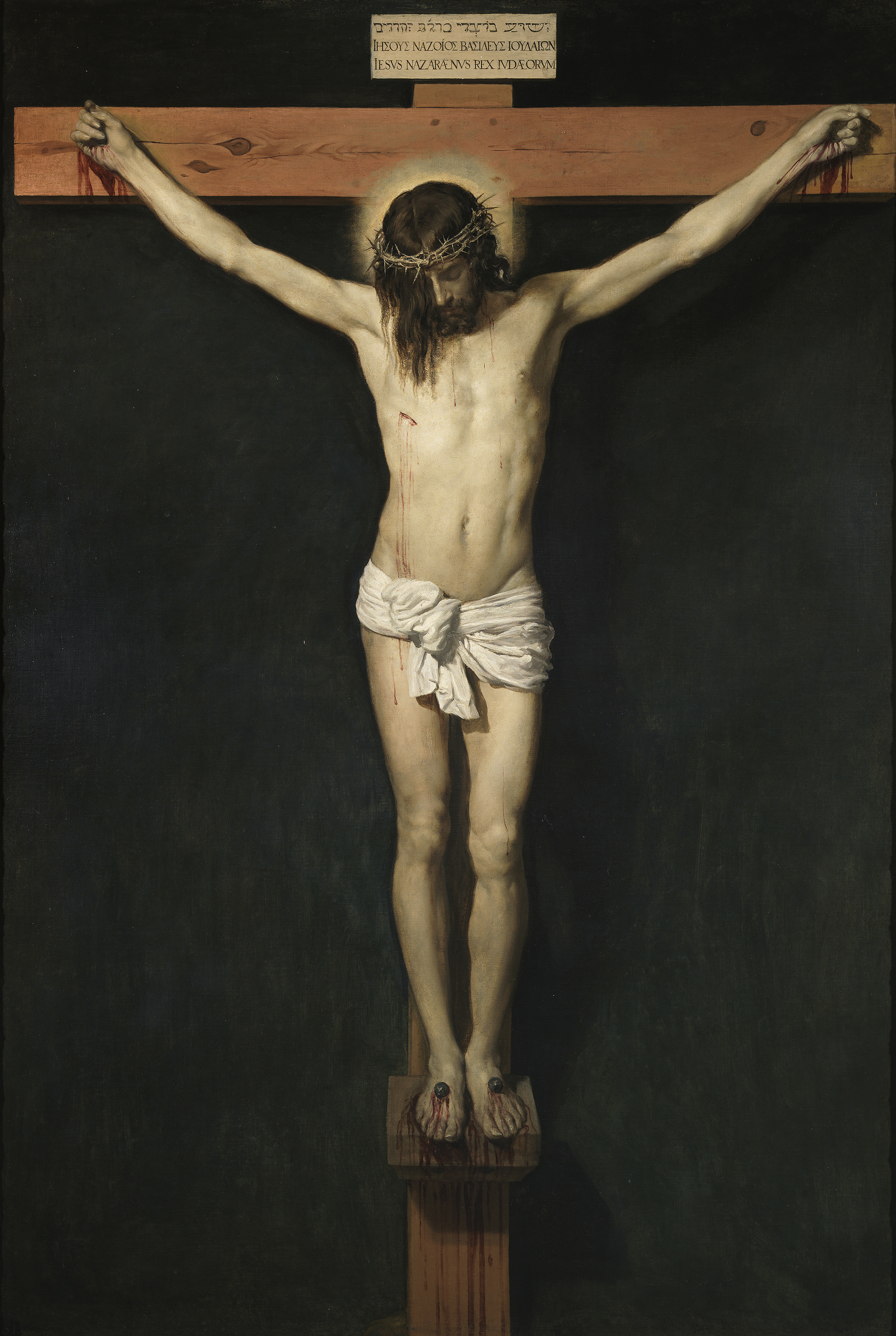
Дієго Веласкес, Розп'яття Христа, 1631, олія полотно (248х169 см), Мадрид, Прадо (музей).

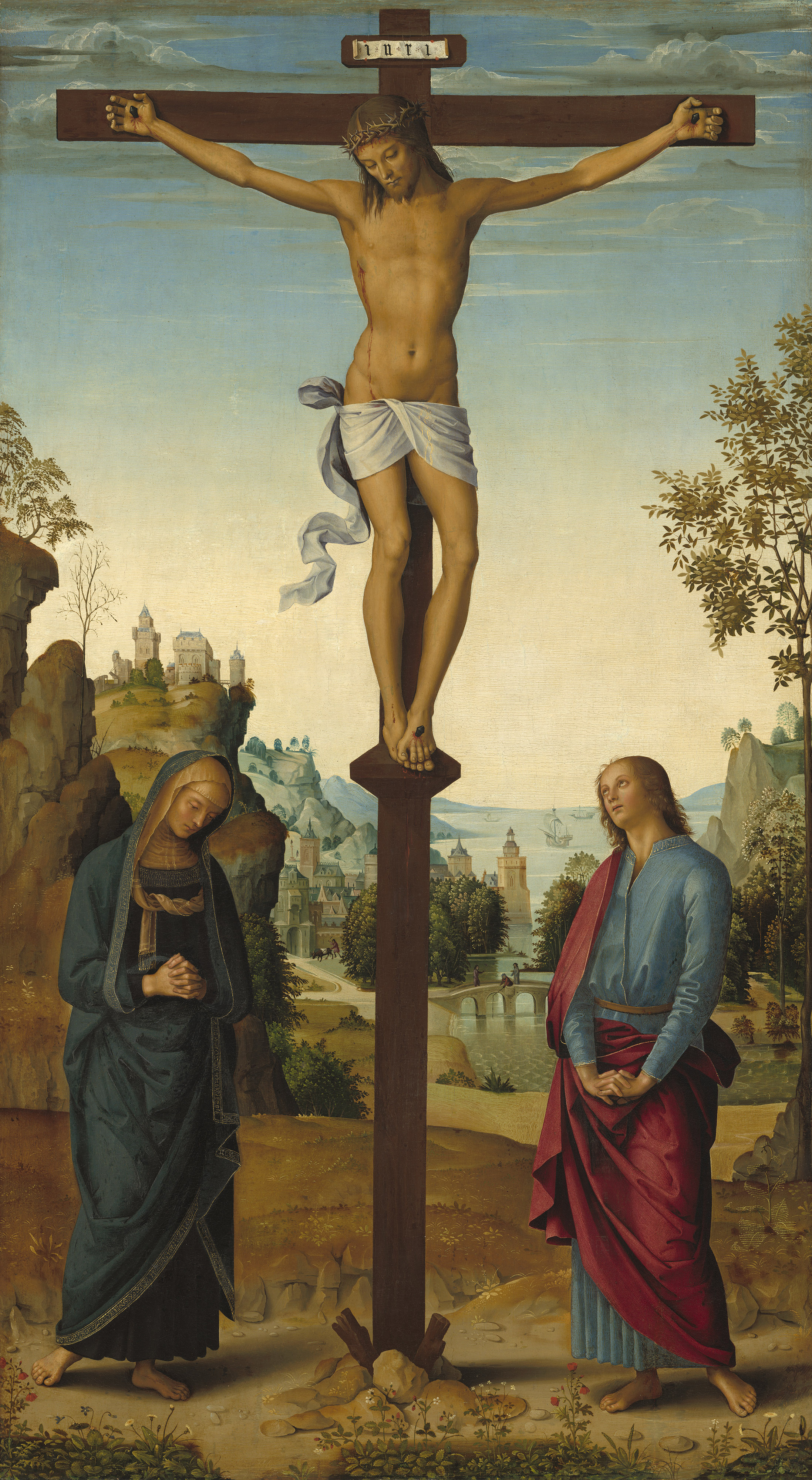
Автор: П'єтро Перуджино

Розп'я́ття Христо́ве — згідно книг Нового заповіту (Чотириєвангелій), — страта Ісуса Христа через розп'яття на Хресті, епізод, що завершує Страсті Христові і передує похованню та Воскресінню Христовому. Згідно з Біблією Ісус Христос викупив перворідний гріх Адама та відкрив шлях до Бога. Також є свято Воздвиження Хреста Господнього.

## Євангельські оповідання
Про розп'яття Ісуса Христа оповідають всі чотири євангелісти і кожен повідомляє свої подробиці:
| Євангеліє                 | Опис |
| ------------------------- | --- |
| Від Матвія (Мт. 27:33-38) | І, прибувши на місце, що зветься Голгофа, цебто сказати Череповище, дали Йому пити вина, із гіркотою змішаного, та, покуштувавши, Він пити не схотів. А розп'явши Його, вони поділили одежу Його, кинувши жереба. І, посідавши, стерегли Його там. І напис провини Його помістили над Його головою: Це Ісус, Цар Юдейський. Тоді розп'ято з Ним двох розбійників: одного праворуч, а одного ліворуч. |
| Від Марка (Мр. 15:22-30)  | І Його привели на місце Голгофу, що значить Череповище. І давали Йому пити вина, із миррою змішаного, але Він не прийняв. І Його розп'яли, і поділили одежу Його, кинувши жереб про неї, хто що візьме. Була ж третя година, як Його розп'яли. І був написаний напис провини Його: Цар Юдейський. Тоді розп'ято з Ним двох розбійників, одного праворуч, і одного ліворуч Його. І збулося Писання, що каже: До злочинців Його зараховано! А хто побіч проходив, то Його лихословили, головами своїми хитали й казали: Отак! Ти, що храма руйнуєш та за три дні будуєш, зійди із хреста, та спаси Самого Себе!. |
| Від Луки (Лк. 23:33-47)   | А коли прибули на те місце, що звуть Череповище, розп'яли тут Його та злочинників, одного праворуч, а одного ліворуч. Ісус же промовив: Отче, відпусти їм, бо не знають, що чинять вони!… А як Його одіж ділили, то кидали жереба. А люди стояли й дивились… Насміхалися з ними й старшини, говорячи: Він інших спасав, нехай Сам Себе визволить, коли Він Христос, Божий Обранець! І вояки глузували з Нього: приступаючи, оцет Йому подавали, і казали: Коли Цар Ти Юдейський, спаси Себе Сам! Був же й напис над Ним письмом грецьким, латинським і гебрейським написаний: Це Цар Юдейський. А один із розп'ятих злочинників став зневажати Його й говорити: Чи Ти не Христос? То спаси Себе й нас! Обізвався ж той другий, і докоряв йому, кажучи: Чи не боїшся ти Бога, коли й сам на те саме засуджений? Але ми справедливо засуджені, і належну заплату за вчинки свої беремо, Цей же жадного зла не вчинив. І сказав до Ісуса: Спогадай мене, Господи, коли прийдеш у Царство Своє! І промовив до нього Ісус: Поправді кажу тобі: ти будеш зо Мною сьогодні в раю! Наближалася шоста година, і темрява стала по цілій землі аж до години дев'ятої… І сонце затьмилось, і в храмі завіса роздерлась надвоє… І, скрикнувши голосом гучним, промовив Ісус: Отче, у руки Твої віддаю Свого духа! І це прорікши, Він духа віддав… Коли ж сотник побачив, що сталось, він Бога прославив, говорячи: Дійсно праведний був Чоловік Цей! |
| Від Івана (Ів. 19:17-30)  | І, нісши Свого хреста, Він вийшов на місце, Череповищем зване, по-гебрейському Голгофа. Там Його розп'яли, а з Ним разом двох інших, з одного та з другого боку, а Ісуса всередині. А Пилат написав і написа, та й умістив на хресті. Було ж там написано: Ісус Назарянин, Цар Юдейський. І багато з юдеїв читали цього написа, бо те місце, де Ісус був розп'ятий, було близько від міста. А було по-гебрейському, по-грецькому й по-римському написано. Тож сказали Пилатові юдейські первосвященики: Не пиши: Цар Юдейський, але що Він Сам говорив: Я Цар Юдейський. Пилат відповів: Що я написав написав! Розп'явши ж Ісуса, вояки взяли одіж Його, та й поділили на чотири частині, по частині для кожного вояка, теж і хітона. А хітон був не шитий, а витканий цілий відверху. Тож сказали один до одного: Не будемо дерти його, але жереба киньмо на нього, кому припаде. Щоб збулося Писання: Поділили одежу Мою між собою, і метнули про шату Мою жеребка. Вояки ж це й зробили… Під хрестом же Ісуса стояли Його мати, і сестра Його матері, Марія Клеопова, і Марія Магдалина. Як побачив Ісус матір та учня, що стояв тут, якого любив, то каже до матері: Оце, жоно, твій син! Потім каже до учня: Оце мати твоя! І з тієї години той учень узяв її до себе. Потім, знавши Ісус, що вже все довершилось, щоб збулося Писання, проказує: Прагну! Тут стояла посудина, повна оцту. Вояки ж, губку оцтом наповнивши, і на тростину її настромивши, піднесли до уст Його. А коли Ісус оцту прийняв, то промовив: Звершилось!… І, голову схиливши, віддав Свого духа… |

## Дійові особи та атрибути

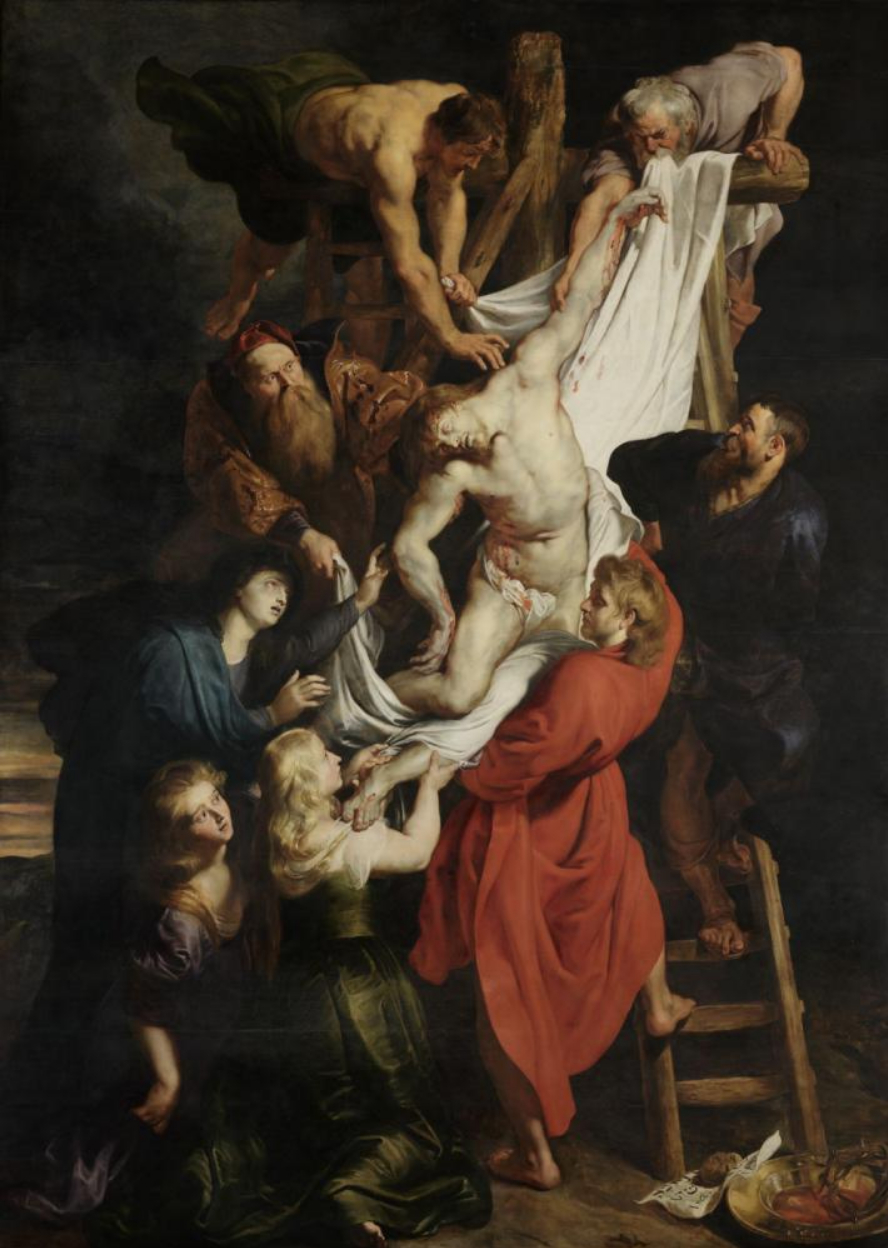
Знімання Рубенс, Лілль.

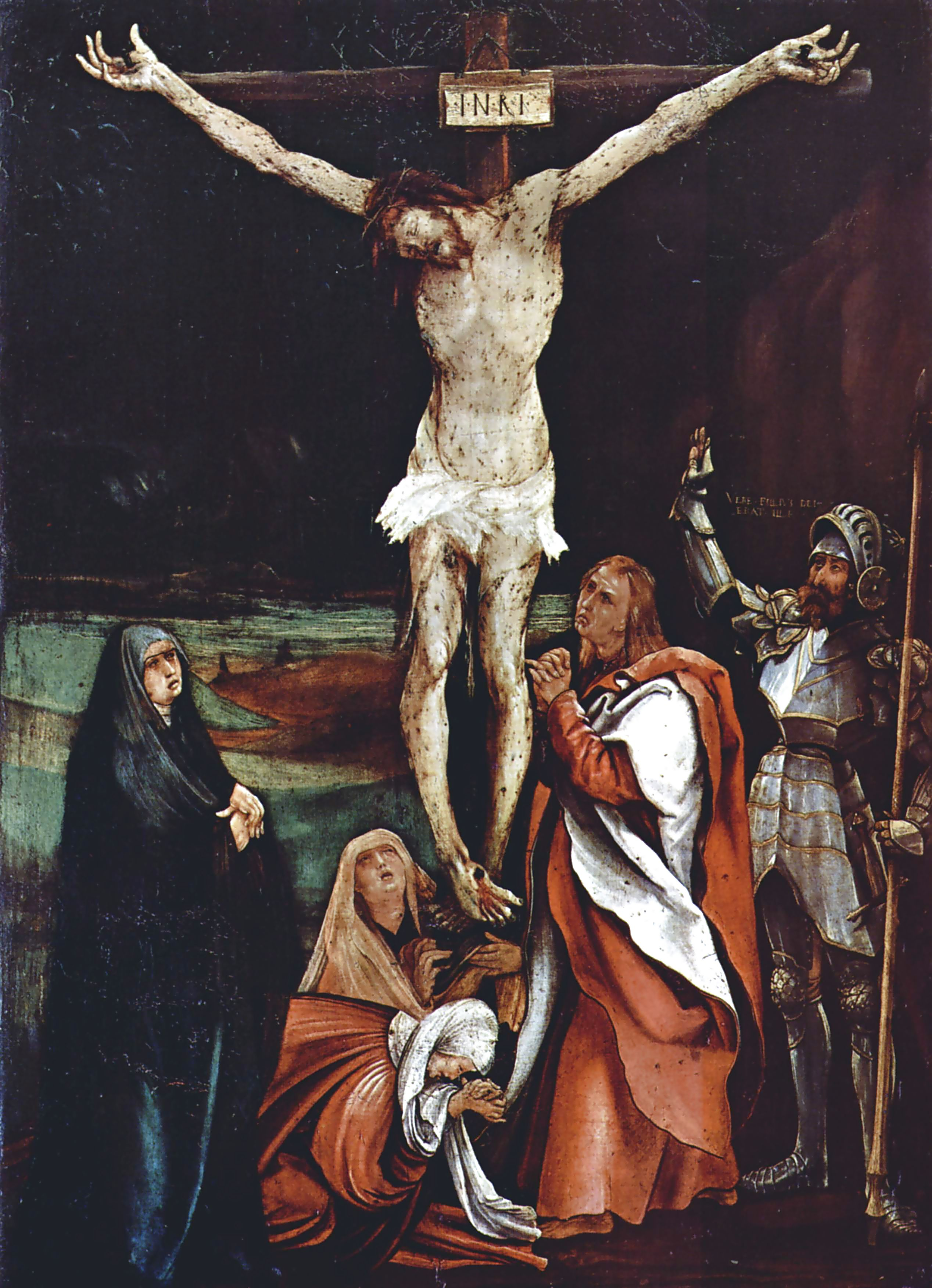
Розп'яття
(Матіас Грюневальд 1500—1508)

### Свідки страти
Згідно з повідомленням євангелістів при розп'ятті Ісуса були присутні:
- Марія, мати Ісуса Христа, — Богородиця;
- Іоанн Богослов (йому Ісус довірив піклується про свою матір: «Ісус, побачивши Матір і учня, що стояв, якого любив, говорить Матері Своїй: Жено, ось син Твій. Потім каже до учня: Оце мати твоя! І з цього часу учень узяв її до себе» (Ів. 19:26-27);
- Марія Магдалина;
- Марія Клеопова;
- Двоє розбійників, розіп'яті по боках від Ісуса;
- Римські воїни на чолі з сотником, котрий називається в апокрифах Лонгіном;
- Народ, первосвященики та книжники, які насміхалися над Ісусом.

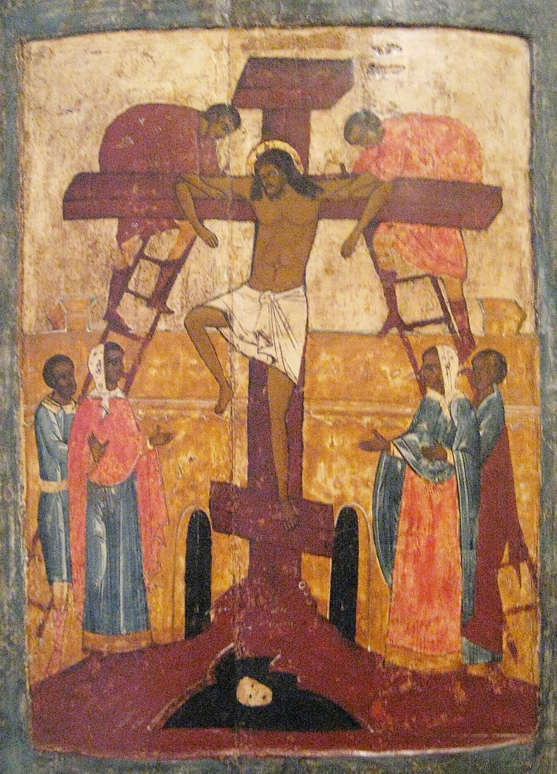
Сходження на Хрест
(російська ікона, XVI століття)

### Знаряддя Страстей
Предмети, що використовувалися при розп'ятті Ісуса увійшли до числа знарядь Страстей Христових і стали шанованими християнськими реліквіями (Arma Christi. Серед іншого, до них належать:
- Животворний Хрест, на якому був розіпнутий Ісус, є священною реліквією християнства.
- титл INRI[en] — табличка зі словами «Ісус Назарянин, Цар Юдейський» написаними за вказівкою Пілата (Ів. 19:19).
- Цвяхи[en], якими Тіло Ісуса було прибите до Хреста.
- Губка[en], з якою Ісуса напоїли оцтом (ймовірніше, мається на увазі поска — напій з підкисленої оцтом води).
- Чаша Грааля, в яку, за переказами, зібрали кров Ісуса Христа.
- Спис Лонгина, яким пронизали підребер'я мертвого Ісуса, щоб переконатися в його смерті.
- Драбина, за допомогою якої зняли Тіло мертвого Ісуса з Хреста.
- Кліщі, якими виймали цвяхи.

### Голгофа

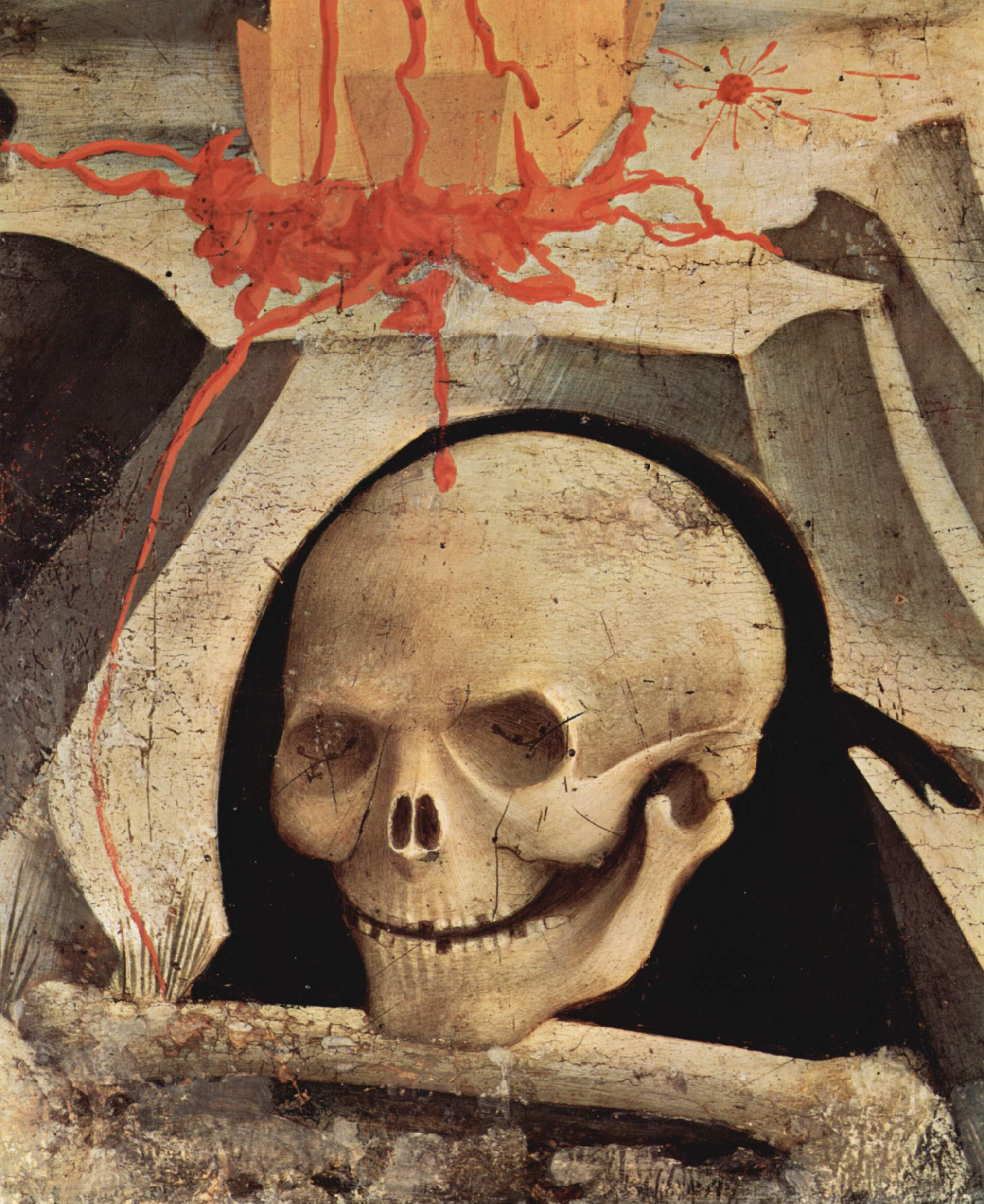
Кров Христа омиває череп Адама (фрагмент фрески Фра Беата Анджеліко)

Голгофа (івр. גולגלתא, «лобне місце» від арам.Gûlgaltâ, букв. «Череп») — невисокий пагорб за межею міських стін Єрусалима. Був традиційним місцем публічних страт.
Свою назву пагорб одержав від того що мав форму черепа. Також існує переказ, що Ной перед потопом взяв череп і кістки Адама у ковчег, а по його закінченні Сім поховав череп і дві кістки на Голгофі.
Християнські богослови вважають, що кров Христа омила похованих на Голгофі з промислу Божому череп Адама і в його особі все людство від гріховної скверни, дарувавши цим можливість порятунку.

## Зображення Христа в різних вірах
Відмінна ознака католицького Розп'яття — схрещені і пробиті одним цвяхом обидві ступні Христа. У православній традиції Христос зображується розп'ятим на чотирьох цвяхах: як руки, так і ноги прибиті кожна своїм цвяхом. Також на православному Розп'ятті долоні Христа обов'язково відкриті. Питання про неприпустимість зображення зігнутих пальців Христа під католицьким впливом піднімав у 1553 році дяк ВисКоватий і, хоча дяк був засуджений за міркування про іконопис, доводи про необхідність зображення відкритих долонь були визнані вірними і спірні ікони були переписані.

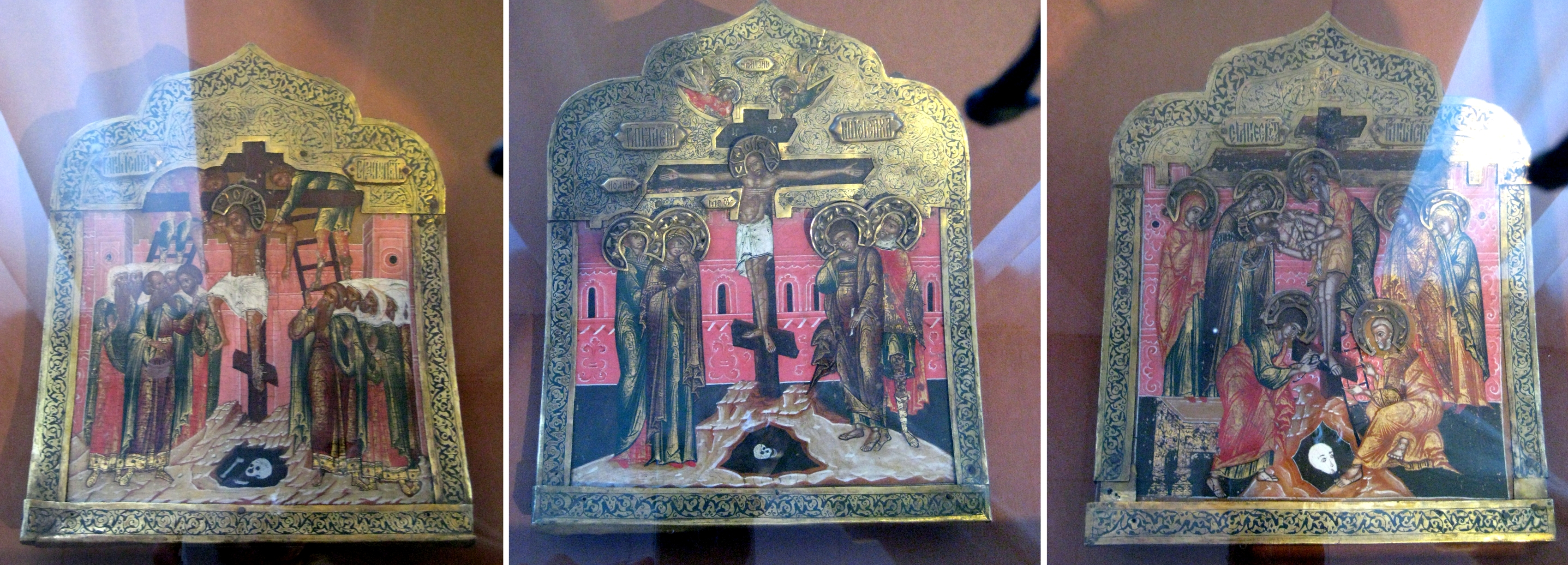
Три етапи Страстей Христових: Зведення на Хрест, Розп'яття, Зняття з Хреста. 1645. Вклад царя Михайла Федоровича. Собор Успіння Богородиці Кирило-Білозерського монастиря. (Клейма царських врат)

Скульптурне зображення розп'ятого Христа (див. Розп'яття), є традиційним атрибутом оздоблення західних церков, в православній церкві в храмах традиційно використовують різьблені дерев'яні розп'яття (іноді з майбутніми).